# Урукагіна

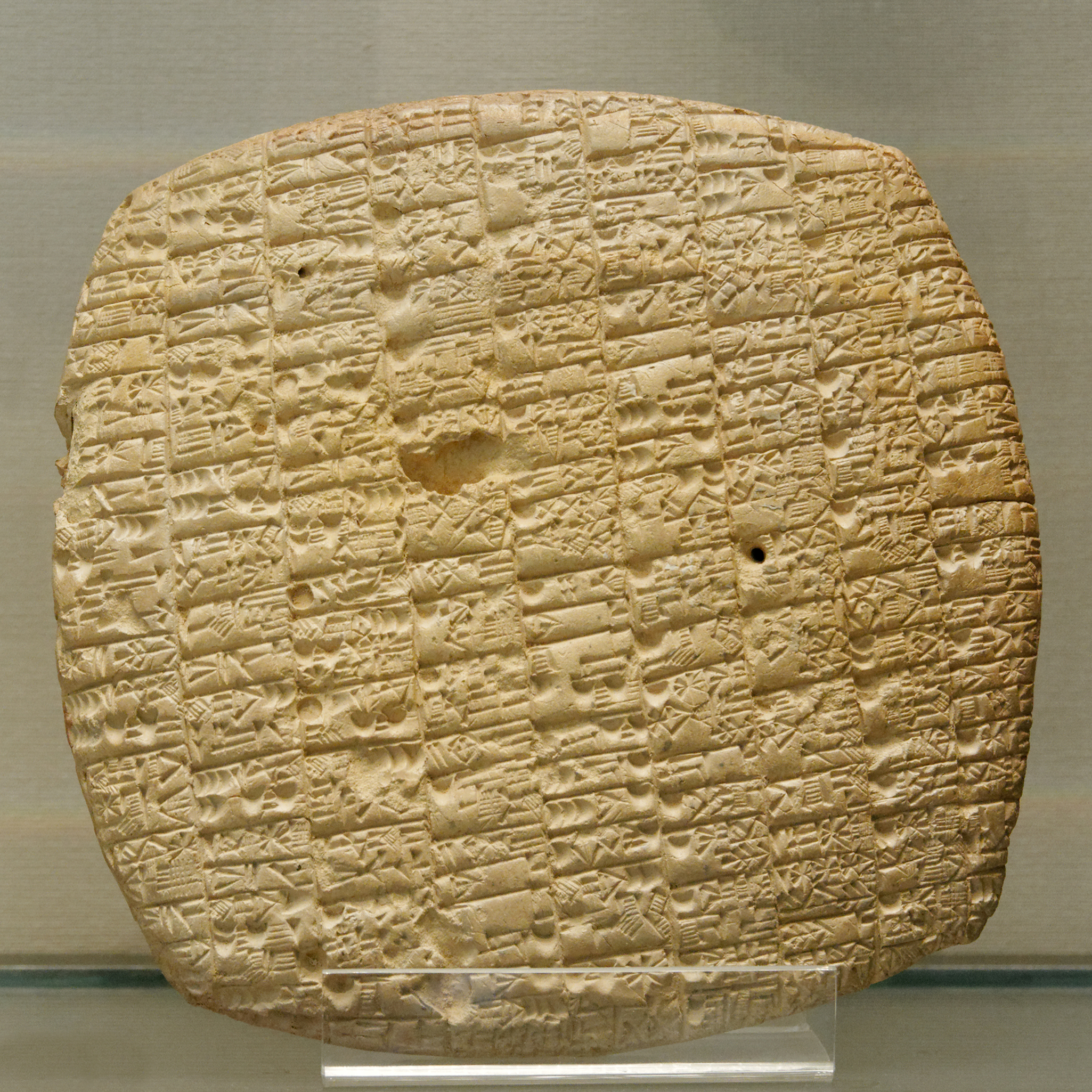
Документ 4 року правління Урукагіни.

Урукагіна, Уруінімгіна (зустрічаються також варіанти Уруїнімгіна та Уругугіна) — правитель Лагашу в XXIV столітті до нашої ери. Перший відомий історії соціальний реформатор. Самостійно правив 6 чи 7 років.
Урукагіна за походженням належав до лагашської знаті — його батько Енгільса був великим сановником. Сам Урукагіна був свояком останнього царя з династії Ур-Нанше Лугальанди.

## Передумови
Попередній правитель Лагаша — енсі Лугальанда розорив усю країну поборами і присвоїв собі значну частину храмових багатств, а храмовим господарством почав керувати як своїм. Врешті він так допік лагашцям, що був усунутий від влади внаслідок насильницького перевороту. Однак переворот пройшов безкровно і навіть Лугальанда обійшовся лише втратою влади, але зберіг життя. Новим енсі став Урукагіна.
Про те якими були дореформені порядки можна уявити як за документами попередників Урукагіни так і по тій картині зловживань яку він малює в своїх надписах на противагу власним діям.
Враховуючи велику роль храмів у всіх тих подіях слід вказати на те яке місце вони займали в економічному житті шумерських міст. З одного боку храмам належала дуже значна частина, часом до половини усіх земель. Але з іншого боку ці землі не сприймалися і не були чужими для громадян. В Шумері де усе життя громади гуртувалося навколо храмів, їх володіння фактично були громадськими.
По-перше, існував численний прошарок жерців, які сприймалися саме як слуги бога, робітники божого господарства, а не як окрема наділена якимись особливими здібностями (святістю) верства. В шумерській мові немає ніяких слідів які свідчили б про те, що жерці розглядаються якось окремо від інших людей. Жрець це за шумерськими поняттями не призвання, а робота. Це не наділені божою благодаттю особи, а такі ж само люди як і всі інші, які тільки працюють в храмі. Тож жрецтво, особливо низове, в жодному разі не було відокремлене від суспільства, а становило природну частину громади.
По-друге, при храмах з їх величезним господарством існував значний прошарок ремісників які у винагороду за свої послуги отримували ділянки з храмових земель. Для цих людей свій храм був головним джерелом доходу і звісно вони були зацікавлені в його процвітанні.
По-третє, значну частину земель, храми традиційно здавали в оренду вільним громадянам під вельми помірну орендну плату в 1/6-1/8 врожаю. В цілому, з одного боку храмам належала дуже значна частка майна та доходів шумерських міст, але з іншого боку значна, а певно й більша їх частина в тій чи іншій формі поверталася в громаду чи була їй доступна. Тож люди сприймали «майно бога» до певної міри як своє, а утиски храмів били по широким верствам населення.
Енсі та знать завдяки своїй владі, економічній потузі, а нерідко і використовуючи насильство захоплювали майно простих лагашців та храмів і поневолювали простолюд. Якщо раніше храмове майно вважалося власністю богів — Нінгірсу, Баби тощо, а енсі лише управляв ними, то найближчі попередники Урукагіни почали оголошувати усе це власністю своєю, своїх дружин та дітей. Храмове майно починає використовуватися в особистих інтересах правителів які вже не хочуть ділитися з народом. Енсі не оголосили себе власником майна в малих храмах на околицях держави, але в значній мірі вони самі та їх чиновники розглядали і ці господарства як власні. Вони брали худобу з цих храмів для обробітку своїх земель, відбирали худобу, що належала жерцям, віддавали розпорядження щодо храмових запасів зерна тощо. Людей, що традиційно орендували в храмів землю тепер змушували окрім звичної оренди ще й платити за цю землю податки правителю. Це все відбувалося в умовах коли внаслідок росту населення та конфіскації частини громадських земель на свою користь енсі та знаттю розмір середнього наділу вільного общинника скоротився мало не до півгектара.
Якщо раніше рибалки, пастухи, моряки самі сплачували податки, то тепер енсі почав розглядати їх не як самостійних людей, а як працівників свого господарства і приставляв до човнів, сіток, стад чиновників які на місці збирали податки. Так само стародавні громадські суди було замінено на підконтрольні енсі, як вказує Урукагіна в своєму надписі «Починаючи з північного кордону області Нгірсу і до моря були поставлені судові чиновники». Раніше чоловіка який відбував трудову повинність міг замінити молодший брат, тепер і підлітків залучили до іригаційних робіт причому на відміну від дорослих їм взагалі не видавали пайка.
Опорою влади енсі було військо яке набиралося в основному з найбагатших людей. Ці привілейовані воїни звалися «вояки енсі» в той час як прості вояки з тих, що отримували ділянки від правителя чи храму — «нижчими». Цих нижчих та членів їх родин знать нещадно визискувала, в надписах Урукагіни згадуються випадки, коли в таких вояків чи їх вдів їх командири видурювали майно змушуючи продати те, що їм сподобалося за номінальними цінами. Взагалі, схоже чиновники енсі та знать постійно обманювали простолюд при збиранні податків, при позиках, номінальних продажах чи взагалі використовували пряме насильство. Про різницю в чисельності привілейованих верств та основної маси населення свідчить той факт, що після реформи Урукагіни кількість повноправних громадян зросла в десятеро.

## Повстання
Врешті сваволя й зловживання енсі та знаті так допекли «дітям Лагашу», тобто членам сільських громад, «нижчим» воїнам, ремісникам, жерцям особливо з приміських храмів тощо, що вони повстали і здійснили насильницький, хоч і безкровний переворот. Слід зауважити, що повсталі не лише переважали знать числом, але й мали військовий досвід, адже більшість вояків були на їх стороні, та й прості люди брали участь в ополченні. Вождем повстання, як це часто траплялося й потім в історії, став представник знаті Урукагіна. Чи щиро він підтримував повстанців чи просто вирішив скористатися моментом аби захопити владу невідомо.
Переворот пройшов успішно — Лугальанду було зміщено, але при цьому не постраждав ні він сам ні члени його родини. Енсі став Урукагіна, зі звітних документів відомо, що в перший же рік його правління розмір пайка який видавався громадянам під час громадських робіт було подвоєно. Схоже новий правитель одразу вирішив показати народу, що той не помилився з вождем. Навпаки кількість важкоозброєних вояків які раніше отримували пайок було зменшено втричі. Схоже Урукагіна залишив лише тих, хто під час повстання перейшов на його сторону. Однак зате цим воякам пайок видавався вчетверо більший за той, що вони отримували при Лугальанді.

## Реформи
У цей час місто Кіш, яке було гегемоном в північному Шумері, ослабло і втратило свій вплив. Тож на другий рік правління Урукагіна прийняв титул лугаля і повністю зосередив у своїх руках політичну владу. Він також укріпив Нгірсу де знаходився головний храм країни присвячений богові Нінгірсу. Ймовірно саме цим роком датується головний надпис Урукагіни, в якому розповідається про його будівельні роботи, становище народу за попередників та власні реформи.
Урукагіна знизив податки як з сільських громад, так і з ремісників. Були відізвані чиновники з господарств, які прямо не належали енсі, однак у сільських громадах їх залишили. Молодших братів перестали залучати до громадських робіт, а за саму участь в суспільних роботах було збільшено пайки. Урукагіна обмежив сваволю чиновників і спеціальним указом заборонив зазіхати на майно та особисту свободу найбідніших людей. Усі привласнені окремими людьми храмові землі були повернені богам, себто храмам. Також, було проведено цензову реформу, внаслідок якої кількість повноправних громадян зросла вдесятеро, з однієї сари до десяти.
Урукагіна видавав закони, які мали захистити громадян Лагашу від «боргової кабали, потрав, крадіжок, вбивств і грабунку будинків. Щоб сироті й удові сильний нічого не заподіяв, він уклав з Нінгірсу цей заповіт».
Урукагіна дуже пишався тим, що колишніх невільників «повернув до матерів». Шумерською цей вислів звучить як «амагі». Сучасними мовами його зазвичай перекладають як «свобода» — відтак царя Лагаша вважають першим, хто вжив це слово в історії людства.
Урукагіна відновив права та привілеї храмів, їх майно знову стало вважатися «майном бога», а правитель перестав втручатися у справи храмового господарства. Однак, одночасно він знизив плату за виконання жерцями обрядів — крок в інтересах простолюду. Крім того, Урукагіна відновив судову організацію в сільських громадах. Усі ці реформи правитель видав за договір з головним богом Лагашу Нінгірсу, а себе оголосив виконавцем його волі.
Відомо, що надалі Урукагіна продовжував свої реформи, зміцнив права «нижчих» воїнів на їхні володіння, а також провів важливі реформи у сімейному праві. Якщо до того часу жінки мали право на розлучення і нерідко практикували поліандрію, то Урукагіна це заборонив і встановив за подібне суворе покарання.
Загалом реформаторське правління тривало 6 років і, якщо вірити документам, Лагаш в цей час процвітав — збереглися надписи з повідомленнями Урукагіни про будівництво храмів та каналів.

## Війна з Уммою
Під час правління Урукагіни розпочалася війна з традиційним ворогом Лагашу Уммою. Щодо неї серед істориків існують різні погляди — в радянські часи вважалося, що реформи викликали занепокоєння в сусідніх державах, що призвело до ворожості щодо Лагашу. З іншого боку відомо, що війну розпочав саме Урукагіна і не проти якихось реакційних сил, а проти традиційного ворога Лагашу Умми, тож можливо відчувши власну силу та підтримку населення, Урукагіна просто вирішив отримати ще й славу полководця. Спершу Урукагіні вдалося захопити кілька міст та полоненних, але його успіхи схоже налякали сусідів — Умму підтримав Урук та деякі інші шумерські міста.
Загалом війна була невдалою для реформатора. До певної міри вона відображена в господарчих документах того часу. Втрати на війні та перебування у війську призвели до значного скорочення працівників державних та храмових господарств. Про масштаби свідчить той факт, що в переліках робітників які отримують пайок довоєнних та часів війни нерідко збігається лише 1/4 чи 1/3 імен. Розлад господарського життя призводить і до зменшення розміру пайків. Якщо для вільних общинників воно склало лише 10 %, то пайки державних рабів були скорочені в 2-3 рази. А під кінець, на 6 рік правління Урукагіни пайки не видавалися робітникам цілий рік.
На 4 році правління Урукагіни уммці на чолі з Лугальзагесі сплюндрували та захопили майже половину Лагашу. Захопили загарбники й однойменне місто. До нас дійшла елегія, написана одним з прихильників Урукагіни. Він оплакує біди своєї батьківщини і перераховує храми сплюндровані та пограбовані військами Лугальзагесі. В цьому переліку немає храму Нінгірсу, тож певно столицю Нгірсу ворогам узяти не вдалося. Очевидно Урукагіна та його вояки сховалися за передбачливо збудованими стінами. Невдовзі Лугальзагесі в якого назрівала війна з Шаррум-кеном покинув Лагаш. Однак перед тим він проголосив скасування усіх реформ Урукагіни.
Відомо, що пізніше Лагаш повністю завоював уже Шаррум-кен. Після цього про долю Урукагіни нічого не відомо, але він схоже зберіг життя, а можливо і певну владу.